# Výreček běločelý
Výreček běločelý (Otus sagittatus) je druh sovy z čeledi puštíkovití, který obývá husté pralesy jižního Myanmaru, jižního Thajska a pevninské Malajsie.

## Systematika
Výrečka běločelého formálně popsal v roce 1849 americký ornitolog John Cassin pod názvem Ephialtes sagittatus. Druhové jméno sagittatus vychází z latiny a dalo by se přeložil jako „střela s šípy“ („sagitta“ = šíp). Jedná se o monotypický taxon, čili nejsou uznávány žádné poddruhy.

## Výskyt
Vyskytuje se na Malajském poloostrově a jihozápadní části Zadní Indie. Konkrétně se jedná o jižní část Myanmaru (Tenasserim), jihozápadní Thajsko a pevninou část Malajsie. Stanoviště výrečka tvoří hlavně starší původní stálezelené nebo částečně opadavé nížinaté a podhorské lesy do nadmořské výšky nejméně 700 m n. m. Může se vyskytovat i ve starším sekundárním lese, avšak čerstvě vysázeným lesům se vyhýbá.

## Popis
Jedná se o menší druh sovy dosahující délky těla 25–28 cm a váhy 110–150 g. I s touto výškou se však jedná o největšího zástupce sov rodu Otus z jihovýchodní Asie. Na svou výšku má velmi dlouhý ocas, který dosahuje až k 10 cm. Křídla jsou zakulacená. Většina opeření je rezavá až kaštanová, přičemž spodina je o něco světlejší. Jak svrchní, tak spodní část těla jsou posety malými tmavšími tečkami. Rozpoznávacím znakem druhu, který dal výrečkovi i jeho druhové jméno, je výrazné bílé čelo, které zasahuje až na ouška. Běháky jsou červenohnědě opeřené, tělově zbarvené prsty jsou holé. Drápy jsou namodralé. Duhovky jsou hnědé. Zobák je nahnědle bílý a ozobí (cere) světle modrozelené.

## Biologie
Jedná se o nočního živočicha. Biologie druhu je jen velmi špatně prozkoumána. Z potravy je znám jen hmyz, převážně noční motýli. Samec se projevuje dutým hvizdem hóóó, který končí stejně náhle jako začal. Žije skrytým způsobem života. Hnízdí při nejmenším v únoru a březnu v dutinách stromů, snůšku utváří 3–4 vejce o rozměrech 34×29 mm.

## Ohrožení a početnost
Mezinárodní svaz ochrany přírody (IUCN) považuje výrečka běločelého za zranitelný druh. Výreček má totiž velmi malou, rychle klesající populaci, která je navíc značně fragmentována v nížinatých a podhorských lesích, které byly z větší části zničeny nebo citelně degradovány. Celková početnost druhu se orientačně odhaduje na 2500–10 000 dospělců neboli 3750–15 000 jedinců. V areálu výskytu bývá popisován jako vzácný, nicméně výrečka je obtížné pozorovat ve volné přírodě, čili je možné, že jeho početnost bude vyšší.